# Bugel

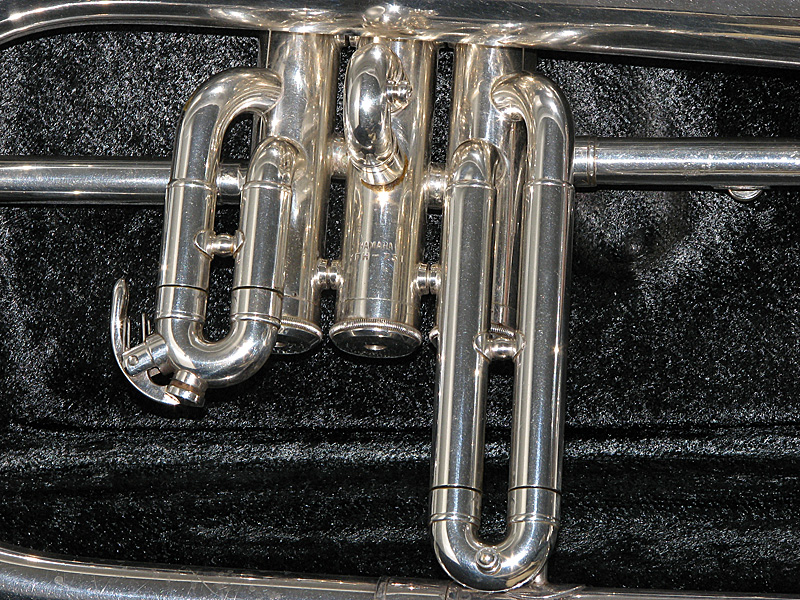
Ventielhuis van de bugel

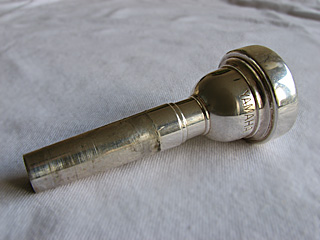
Mondstuk van een bugel

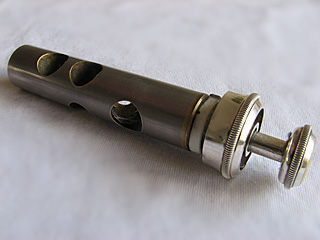
Een bugel-ventiel

Een bugel of flügelhorn is een koperen blaasinstrument dat een belangrijk instrument is in fanfare-orkesten. Het instrument is gestemd in Bes of Es (sporadisch ook wel C) met drie ventielen. De totale lengte van de klankbuis is bij een bugel in Bes 130 cm en bij een bugel in Es 98 cm. De Es- en Bes-bugels zijn transponerende instrumenten.
De vorm van de bugel is geheel conisch voorbij het ventielhuis en heeft ruimere bochten dan de trompet. Daardoor heeft de bugel een veel zachtere, warmere en rondere klank. De bugel is een ontwerp van Adolphe Sax, die ook de saxofoon ontwierp. Adolphe Sax wilde een instrument dat op een trompet leek, maar een zachtere en warmere klank had.
De bugel heet in het Frans bugle maar in het Engels flugelhorn en moet niet verward worden met de Engelse bugle, die een signaalhoorn of klaroen is, zonder ventielen, waarop alleen natuurtonen gespeeld kunnen worden.
De bugel heeft in een brassband een bijzondere status, aangezien er maar één bugel deel van uitmaakt.

## Toonvorming
Zoals bij alle koperen blaasinstrumenten vindt de toonvorming bij de bugel plaats doordat de tegen het ketelvormig mondstuk aangespannen lippen bij aanblazen in trilling worden gebracht en zo de luchtkolom in het instrument in beweging brengen. Bij een juiste lipspanning kan een van de ongeveer zeven natuurtonen worden gespeeld. Door met een of meer ventielen de lengte van de hoofdbuis te verlengen, kunnen de leemten tussen elk van deze boventonen chromatisch dalend worden opgevuld. Het eerste, tweede en derde ventiel geven respectievelijk een hele, een halve en een anderhalve toon verlaging van de dichtstbijzijnde boventoon. De klankbeker versterkt de voortgebrachte toon.
Omdat niet alle tonen met behulp van de ventielen zuiver te treffen zijn, is bij veel bugels op de derde (en soms ook de eerste) ventielbuis een trigger geplaatst, die een variabele extra verlenging geeft om de toon zuiver te krijgen. Er bestaan ook bugels die, in plaats van het derde ventiel met een trigger, een vierde ventiel hebben. Dit is een kwartventiel. Hierdoor is een trigger overbodig en is het bereik in de laagte twee maal een kwart octaaf groter. De toonomvang wordt dan van Bes (contra-bes) tot de bes uit het tweegestreept-octaaf, zonder onderbrekingen.
Net als bij oudere pistons (kornetten) en bijvoorbeeld de Es-kornet is de bugel nog vóór het ventielhuis voorzien van een stembuis om stemmen mogelijk te maken. Deze plaats zorgt ervoor dat het conische verloop van de bugel zo min mogelijk wordt verstoord. Bij moderne kornetten en trompetten zit deze stempomp pas verderop in het instrument, in de eerste bocht na het ventielhuis.

## Toonomvang
Het bereik van een bes-trompet is (in C-notatie) van e uit het groot-octaaf tot Bes (groot-bes) en van de e uit het klein-octaaf tot bes uit het tweegestreept-octaaf.
Strikt genomen is het bereik van de bes-bugel nog groter, want door de afwijkende bouw ervan is er een mogelijkheid de Bb onder de e-grootoctaaf te spelen.

## Bekende bugelspelers
- Ken Albers
- Marco Blaauw
- Rogier Bosman
- Gaston Brenta
- Ruud Breuls
- Bobby Bryant
- Louis Canivez
- Maurice Daemen
- Miles Davis
- Emiel De Cloedt
- Maynard Ferguson
- Jacob de Haan
- Jack Haegens
- Jos Hanniken
- Wilbur Harden
- Arthur Heldenberg
- Bert Joris
- Kyteman
- Adrianus Cornelis van Leeuwen
- Chuck Mangione
- Hugh Masekela
- Nico Meylemans
- Sergej Nakarjakov
- Jan van Nerijnen
- Carl Nielsen
- Teus Nobel
- Ack van Rooyen
- Howard Rowe
- Emil Štolc
- Clark Terry
- Benny Wiame